# Beira Baixa

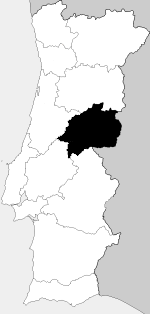
Beira Baixa

Beira Baixa is een oude provincie van Portugal die van 1936 tot 1976 bestond.
De provincie wordt begrensd door de provincies Beira Alta in het noorden, Beira Litoral in het noordwesten, Ribatejo in het zuidwesten, Alto Alentejo in het zuiden en door de Spaanse provincies Cáceres, Extremadura, Salamanca en Castilië en León).
Van de concelhos waaruit de provincie bestond, zijn bij de herindeling van 1976 13 opgegaan in Castelo Branco, één in Coimbra en een ander in Santarém.
- Castelo Branco: Belmonte, Castelo Branco, Covilhã, Fundão, Idanha-a-Nova, Oleiros, Penamacor, Proença-a-Nova, Sertã, Vila de Rei, Vila Velha de Ródão.

- Coimbra: Pampilhosa da Serra.

- Santarém: Mação.

Algarve · Alto Alentejo · Baixo Alentejo · Beira Alta · Beira Baixa · Beira Litoral · Douro Litoral · Estremadura · Minho · Ribatejo · Trás-os-Montes e Alto Douro